# Eric Zepler
Eric Zepler (27 janvier 1898 à Herford en province de Westphalie - 13 mai 1980 à Southampton) en Grande-Bretagne est un  physicien allemand et un problémiste.

## Biographie
Né dans la région de la Westphalie en 1898 en Allemagne. Il étudie à Berlin, à Bonn et dans l'université de Wurtzbourg. En 1935, il fuit l'Allemagne nazi pour l'Angleterre. En 1949, la chaire d'électronique est créée et instaure un diplôme à l'université de Southampton.
Zepler est aussi un problémiste.